# Ключёвка (Пономарёвский район)
Ключёвка — село в Пономарёвском районе Оренбургской области, административный центр Ключёвского сельсовета.

## География
Находится на расстоянии примерно 18 километров по прямой на восто-северо-восток от районного центра села Пономарёвка.

## История
Село было основано в 1794 году переселенцами из Симбирского наместничества Пензенской губернии (ныне Ардатовского района Мордовии). Первоначальное название поселения — Ключи, позднее некоторое время Услы (по названию реки). В 1866 году здесь уже проживало 979 человек. В советское время работали колхозы «Искра», «Пролетарий» и «Родина».

## Население
| 2010 |
| ---- |
| 423  |

Постоянное население составляло 547 человек в 2002 году (мордва 73 %), 423 в 2010 году.